# Mantispa thomensis
Mantispa thomensis is een insect uit de familie van de Mantispidae, die tot de orde netvleugeligen (Neuroptera) behoort. 
Mantispa thomensis is voor het eerst wetenschappelijk beschreven door Viette in 1958.